# Litze huzal

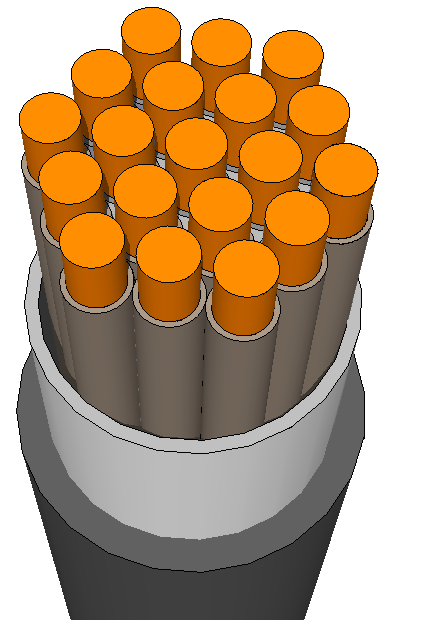
A litze huzal több elemi szálat tartalmaz, egymástól elszigetelve.

A litze huzal a rádiótechnikában használt speciális, zománcozott erekből sodrott huzal.
Elnevezése a német Litzendraht szóból ered.
Előnyei elsősorban a közép, és rövidhullámú tartományban jelentősek, ezt használták a rádiók középfrekvenciás tekercseiben.

## Működése
Az egymástól elszigetelt elemi szálak kisebb elektromos ellenállást jelentenek az említett tartományokban, mint az azonos keresztmetszetű tömör rézvezeték, mivel a skin hatás miatt a vezető felületére korlátozódik az áramvezetés, a sok vékony ér összes felülete nagyobb, mint az azonos keresztmetszetű tömör vezetéké.
Nagyobb frekvenciákon a szálak közötti kapacitás ezeket az előnyöket megszünteti.
A litze huzalok kezelése nehézkes, mivel minden egyes szálat külön kell megtisztítani, és leforrasztani. Az erek megtisztítását különös odafigyeléssel kell elvégezni, hiszen ha egy hajszálvezeték hibás forrasztás miatt nem érintkezik, az jelentősen lerontja a tekercs jósági tényezőjét.